# 西爾維奧·格塞爾
约翰·西尔维奥·格塞尔（德語：Johann Silvio Gesell，1862年3月17日—1930年3月11日），德裔阿根廷经济学家、商人以及自由经济的创始人。  1900年，他创办了货币和土地改革（Geld-und Bodenreform）杂志，但很快因資金原因停辦。在阿根廷期间，他又与格奥尔格·布卢门塔尔共同创办了Der Physiokrat杂志。1914年，該雜誌因遭到审查而停辦。他後來又卷入巴伐利亚苏维埃共和国以及該政權發生的一系列事件，因而被指控犯有叛国罪並被拘留数月，不過最終被慕尼黑法院宣告无罪。